# Campionato nordamericano maschile di pallavolo 1979
Il VI campionato nordamericano maschile di pallavolo si è svolto dal 21 al 28 aprile 1979 a L'Avana, a Cuba. Al torneo hanno partecipato 7 squadre nazionali nordamericane e la vittoria finale è andata per la quinta volta, la terza consecutiva, a Cuba.

## Classifica finale
| Classifica | Squadre         | Qualificazione                                         |
| ---------- | --------------- | ------------------------------------------------------ |
|            | Cuba            | Giochi della XXII Olimpiade - VIII Giochi panamericani |
|            | Canada          | VIII Giochi panamericani                               |
|            | Messico         | VIII Giochi panamericani                               |
| 4          | Rep. Dominicana | VIII Giochi panamericani                               |
| 5          | Stati Uniti     | VIII Giochi panamericani                               |
| 6          | Haiti           |                                                        |
| 7          | Guatemala       |                                                        |